# حازم عطا الله
حازم عطا الله واسمه الحقيقي أحمد عطا الله محمد عطا الله (وُلد في 18 أغسطس 1959 – ) عسكري وسياسي فلسطيني برتبة لواء، شغل منصب مدير عام الشرطة المدنية الفلسطينية منذ 25 مارس 2008 وحتى 2 أكتوبر 2021.

## التحصيل العلمي
تخرج حازم عطا الله من الكلية العسكرية في بلغاريا في بداية عقد 1980، كما تخرج من جامعة نايف العربية للعلوم الأمنية في مدينة الرياض بالسعودية.

## الحياة العملية
- عمل بعد عودته إلى الأراضي الفلسطينية، في إدارة حفظ النظام والتدخل في الشرطة، ثم انتقل للعمل في جهاز الأمن الوقائي الفلسطيني وشغل منصب مدير مديرية الجهاز في محافظة جنين، لاحقًا تولى رئاسة قسم العلاقات الدولية والخارجية في الجهاز. كان سكرتيرًا عسكريًا للرئيس الفلسطيني محمود عباس.[3]
- عُين في 25 مارس 2008 مديرًا عامًا لجهاز الشرطة الفلسطينية ورُقي من رتبة عميد إلى رتبة لواء.[2]
- عُين في 14 سبتمبر 2008 عضوًا في لجنة دراسة الخطة الأمنية المقدمة من فريق الإصلاح الأمني.[4]

- عُين في 19 سبتمبر 2008 عضوًا في لجنة إعادة هيكلية إدارة التوجيه السياسي والوطني وتقييم عملها.[5]